# 剣払浪駅
剣払浪駅（コンブルランえき、검불랑역）は、朝鮮民主主義人民共和国（北朝鮮）江原道洗浦郡に位置する朝鮮民主主義人民共和国鉄道省江原線の駅である。

## 歴史
- 1913年9月25日：開業[1]。